# Gisle Fenne
Gisle Oddvar Fenne (* 9. Juni 1963 in Voss) ist ein ehemaliger norwegischer Biathlet.

## Leben und Wirken
Fenne gehörte zwischen Mitte der 1980er und Mitte der 1990er Jahre zusammen mit Eirik Kvalfoss zu den stärksten norwegischen Biathleten. Fennes Stärke lag vor allem beim Schießen, weniger beim Laufen, dadurch erreichte er vor allem in Einzel-Rennen gut Platzierungen. Seinen ersten Weltcupeinsatz hatte er 1984 in Oberhof, dort belegt er im Einzel gleich einen 12. Platz. In Antholz erreichte er 1986 mit einem dritten Platz seinen ersten Podestplatz. Nachdem er bei den Olympischen Spielen 1988 mit einem 30. Platz im Einzel unter seinen Möglichkeiten blieb, gelang ihm beim anschließenden Heimweltcup in Oslo sein einziger Einzelweltcupsieg, über 20 km. Zusammen mit Geir Einang, Frode Løberg und Eirik Kvalfoss gewann er außerdem das dortige Staffelrennen. Die ein Jahr später stattfindenden Weltmeisterschaften in Feistritz an der Drau waren seine erfolgreichsten mit einer Silbermedaille im Einzel und einer Bronzemedaille mit der Staffel. Seinen dritten Weltcupsieg holte sich Fenne, in derselben Besetzung, wie die siegreiche Staffel, beim letzten Weltcuprennen dieser Saison im Mannschaftswettbewerb. Zum letzten Mal gewann Fenne 1992 mit der norwegischen Staffel in Fagernes, zusammen mit Geir Einang, Jon Åge Tyldum und Frode Løberg. Seine zweiten Olympischen Spiele 1992 waren, mit einem 9. Platz im Einzel-Rennen und einem 5. Platz mit der Staffel, erfolgreicher als seine ersten Olympischen Spiele.
Bei den Weltmeisterschaften 1991 gewann er mit der Staffel noch einmal Bronze und bei den Weltmeisterschaften 1992, bei der nur das nichtolympische Mannschaftsrennen ausgetragen wurde, Silber.
Fenne wurde im Einzel zweimal norwegischer Meister. Mit der Staffel konnte zudem siebenmal mit der Mannschaft einmal für die Region Hordaland gewinnen.
Er ist mit der ehemaligen Biathletin Helga Øvsthus Fenne verheiratet und ist Vater zweier Söhne und einer Tochter, sein Sohn Thomas nahm bereits an der Junioren-Weltmeisterschaft teil, seine Tochter Hilde Fenne läuft im Weltcup.

## Statistik

### Weltcupsiege
| Nr. | Datum         | Ort       | Disziplin            |
| --- | ------------- | --------- | -------------------- |
| 1.  | 11. März 1988 | Oslo      | Einzel (20 km)       |
| 2.  | 14. März 1988 | Oslo      | Staffel (4×7,5 km) 1 |
| 3.  | 19. März 1989 | Steinkjer | Team (20 km) 1       |
| 4.  | 15. März 1992 | Fagernes  | Staffel (4×7,5 km) 2 |

### Biathlon-Weltcup-Platzierungen
Die Tabelle zeigt alle Platzierungen (je nach Austragungsjahr einschließlich Olympische Spiele und Weltmeisterschaften).
- 1.–3. Platz: Anzahl der Podiumsplatzierungen
- Top 10: Anzahl der Platzierungen unter den ersten zehn (einschließlich Podium)
- Punkteränge: Anzahl der Platzierungen innerhalb der Punkteränge (einschließlich Podium und Top 10)
- Starts: Anzahl gelaufener Rennen in der jeweiligen Disziplin

| Platzierung                    | Einzel | Sprint | Verfolgung | Massenstart | Team | Staffel | Gesamt |
| ------------------------------ | ------ | ------ | ---------- | ----------- | ---- | ------- | ------ |
| 1. Platz                       | 1      |        |            |             | 1    | 2       | 4      |
| 2. Platz                       |        |        |            |             | 1    | 5       | 6      |
| 3. Platz                       |        | 1      |            |             |      | 2       | 3      |
| Top 10                         | 13     | 16     |            |             | 3    | 12      | 44     |
| Punkteränge                    | 24     | 31     |            |             | 3    | 12      | 70     |
| Starts                         | 33     | 35     |            |             | 3    | 12      | 83     |
| Stand: Daten nicht vollständig |        |        |            |             |      |         |        |

### Olympische Winterspiele
|                                             | Einzelwettbewerbe | Einzelwettbewerbe | Staffel |
| Einzel                                      | Sprint            |                   | Staffel |
| ------------------------------------------- | ----------------- | ----------------- | ------- |
| Olympische Winterspiele 1988 \| Calgary     | 30.               | -                 | 6.      |
| Olympische Winterspiele 1992 \| Albertville | 9.                | -                 | 5.      |

### Weltmeisterschaften
|                                                      | Einzelwettbewerbe                                          | Einzelwettbewerbe                                          | Teamwettbewerbe                                            | Teamwettbewerbe |
| Einzel                                               | Sprint                                                     | Staffel                                                    | Mannschaft                                                 |                 |
| ---------------------------------------------------- | ---------------------------------------------------------- | ---------------------------------------------------------- | ---------------------------------------------------------- | --------------- |
| Weltmeisterschaften 1985 Ruhpolding                  | -                                                          | 18.                                                        | -                                                          | -               |
| Weltmeisterschaften 1986 Oslo                        | 10.                                                        | 27.                                                        | 5.                                                         | -               |
| Weltmeisterschaften 1987 Lake Placid                 | 45.                                                        | 21.                                                        | -                                                          | -               |
| Weltmeisterschaften 1989 Feistritz an der Drau       | 2.                                                         | -                                                          | 3.                                                         | -               |
| Weltmeisterschaften 1990 Minsk, Oslo und Kontiolahti | 7.                                                         | 30.                                                        | 4.                                                         | 6.              |
| Weltmeisterschaften 1991 Lahti                       | 17.                                                        | 11.                                                        | 3.                                                         | -               |
| Weltmeisterschaften 1992 Nowosibirsk                 | Es wurden nur die nichtolympischen Wettbewerbe ausgetragen | Es wurden nur die nichtolympischen Wettbewerbe ausgetragen | Es wurden nur die nichtolympischen Wettbewerbe ausgetragen | 2.              |